# Boeica guileana
Boeica guileana är en tvåhjärtbladig växtart som beskrevs av Brian Laurence Burtt. Boeica guileana ingår i släktet Boeica och familjen Gesneriaceae. Inga underarter finns listade i Catalogue of Life.